# Marko Vavic
Marko Joseph Vavic, född 25 april 1999, är en amerikansk vattenpolospelare som spelar i USA:s herrlandslag i vattenpolo. Han deltog i olympiska sommarspelen 2020 där USA slutade på sjätte plats.
Efter skoltiden i Loyola High School i Los Angeles studerade han vid University of Southern California där han spelade för USC Trojans. Han gjorde tio mål när USA vann herrarnas vattenpoloturnering vid panamerikanska spelen 2019.